# بارنز، لندن
latitudeبارنز، لندنlongitudeبارنز، لندن
بارنز، لندن (به انگلیسی: Barnes, London) یک ناحیه در لندن است که در منطقه ریچموند آپون تیمز لندن واقع شده‌است.

## خصوصیات
بارنز ۴٫۵۰ کیلومترمربع مساحت دارد.